# كريس أشوورث
كريس أشوورث (بالإنجليزية: Chris Ashworth)‏ مواليد 13 مارس 1975 في فارمفيل، الولايات المتحدة، هو ممثل أمريكي بدأ مسيرته الفنية سنة 2000.

## الأعمال

### أفلام
- المدمر: الخلاص
- ديب واتر هورايزن

### مسلسلات
- ذا لوست روم
- دون أثر
- تحول: جواسيس واشنطن

## روابط خارجية
- كريس أشوورث على موقع IMDb (الإنجليزية)
- كريس أشوورث على موقع قاعدة بيانات الفيلم (الإنجليزية)